# Zombik 4.: Vámpírok hajnala
A Zombik 4.: Vámpírok hajnala (eredeti cím: Zombies 4: Dawn of the Vampires) 2025-ös amerikai zenés film, amelyet Paul Hoen rendezett, a 2022-es Zombik 3. folytatása. A főbb szerepekben Milo Manheim, Meg Donnelly, Chandler Kinney, Kylee Russell és Freya Skye látható.
Az Amerikai Egyesült Államokban 2025. július 10-én a Disney Channel, Magyarország 2025. július 11-én a Disney+ mutatta be.

## Szereplők
| Szereplő         | Színész         | Magyar hang        |
| ---------------- | --------------- | ------------------ |
| Zed Necrodopolis | Milo Manheim    | Czető Roland       |
| Addison Wells    | Meg Donnelly    | Csifó Dorina       |
| Willa Lykensen   | Chandler Kinney | Bogdányi Titanilla |
| Eliza Zambi      | Kylee Russell   | Pekár Adrienn      |
| Victor           | Malachi Barton  | Berecz Kristóf Uwe |
| Nova             | Freya Skye      | Engel-Iván Lili    |
| Ray              | Julian Lerner   | Pál Dániel Máté    |
| Vera             | Swayam Bhatia   | Györke Laura       |
| Vargas           | Mekonnen Knife  | Kretz Boldizsár    |
| Eldress          | Lisa Chappell   | Spilák Klára       |
| Fény parancsnok  | Jonno Roberts   | Csizmadia Gergely  |

### Magyar változat
- Magyar szöveg: Tóth Gábor
- Hangmérnök: Salgai Róbert
- Gyártásvezető: Bogdán Anikó
- Szinkronrendező: Dobay Brigitta
- Produkciós vezető: Máhr Rita

A szinkront az Iyuno Hungary készítette.

## A film készítése
2023. november 22-én a Production Weekly felfedte, hogy a Zombik filmsorozat negyedik része fejlesztés alatt áll. Milo Manheim és Meg Donnelly visszatérnek Zed és Addison szerepében. A korábbi részekhez hasonlóan Paul Hoen ismét rendezőként dolgozik a projekten, valamint a Bloor Street Productions is csatlakozott társgyártóként, ahogy a korábbi két filmnél is. A Zombik 4. forgatása azonban az előző filmekkel ellentétben nem Torontoban, hanem Aucklandben zajlott.
A filmet hivatalosan 2024. február 10-én hagyták jóvá. Chandler Kinney és Kylee Russell is visszatérnek Willa és Eliza szerepében. Az új szereplők közé tartozik Freya Skye, aki Novát, valamint Malachi Barton, aki Victort alakítja. A forgatás 2024. március 26-án kezdődött Új-Zélandon. További szereplők: Swayam Bhatia, Julian Lerner, Mekonnen Knife, Lisa Chappell és Jonno Roberts.